# Ефрем (Янкович)
Митрополит Ефрем (в миру Евфимий Янкович, серб. Јевфимије Јанковић; ок. 1658, возможно Скопье или Тетово — 18 (29) марта 1712) — епископ Русской и Сербской православных церквей, митрополит Суздальский и Юрьевский, ранее митрополит Скопийский.

## Биография
Что подъ симъ камнемъ есть, хощеши ли знати?

Сокровище, еже смерть намъ дерзну отъяти:

Мужъ святъ. Преосвященный Ефремъ, родомъ сербинъ,

Безмолвнымъ же житіемъ вторым Ефремъ Сиринъ,

Янковичъ, отечествомъ Скопья, Сербска града,

Пастырь девятнадцать лѣтъ Христова стада,

Прежде Пятицерквенскій, потомъ Суждальскій мнтрополитъ

Не больше седмь мѣсяцъ и троихъ лѣтъ,

Седмь сотъ десять второго прейде съ сего свѣта

Марта десять осмаго, своего же лѣта

Пятдесятъ четвертаго, премногіе вѣки

Достоинъ жити въ пользу между человѣки.

Удивися! здѣ могій овцы добрѣ пасти

Не возможе отъ волка смертнаго ся спасти.

Умилися! слезами многими орошенъ,

Образа незлобія и пастыря лишенъ.

Помолися! Не токмо бо бѣ благонравенъ,

Но и тебѣ естествомъ человѣкъ бѣ равенъ,

Да Агнецъ Непороченъ, вземляй грѣхи міра,

Причтенна своимъ овцамъ не оставить стада сира.
Сын торговца. В эпитафии Ефрема указано, что он «родом Сербин… отечеством Скопья Сербска града… Пастырь девятнадцать лет Христова стада, прежде Пятицерквенский…». В сербских источниках Ефрем упоминается с прозвищем Тетовац, поэтому некоторые исследователи полагают, что он родом из города Тетово (ныне Македония).
Во время великого переселения сербов 1690 года, ушёл вместе с патриархом Арсением III (Черноевичем) и поселился в городе Сентендре (ныне Венгрия).
На Пасху 1694 года в Успенском храме в Сентендре патриархом Арсением III был хиротонисан во епископа «Петоцркванского и Мухачского Сегетвару и Канижи, Шиклеушу и прочим».
В ноябре 1703 года «как епископ Сербский монастыря Троицкого» прибыл в Киев с 3 старцами для сбора милостыни. Не имея жалованной грамоты, дававшей на это право, он обратился с письмом к царю Петру I, сообщая о бедственном положении сербов, однако Посольский приказ распорядился выслать его из страны. Вновь прибыл в Россию 22 января 1705 года как митрополит, получил пожалование деньгами, соболями и материей. В челобитной царю он сообщил, что в январе 1704 года в его Петоцркванскую епархию пришли венгры, разорили монастырь Успения Пресвятой Богородицы, «порубили» всю братию «и все христиане обретающихся во оной епархии».
С сентября 1707 до мая 1708 находился в армии, куда был направлен по предписанию царя «с ризницею и с певчими и с подъяки из сербския земли, тако ж де и суздальскими, которые даны ему в послужение».
С 1708 года проживал в Суздале.
Период пребывания Ефрема на Суздальской кафедре определяется по эпитафии: «Не больше седмь месяц и троих лет», то есть, возможно, в сентябре 1708 года в связи с болезнью митрополита святителя Илариона Суздальского (ум. 14 (25) декября 1708) Ефрем стал, по-видимому, администратором Суздальской и Юрьевской епархии, а после смерти Илариона был поставлен на кафедру в сущем сане митрополита.
Умер 18 (29) марта 1712 года. Похоронен под спудом в суздальском кафедральном соборе в честь Рождества Пресв. Богородицы, в «левой пазухе» рядом с могилой святителя Илариона Суздальского.